# Mariano Pernía
Mariano Andrés Pernía (Tandil, 4 mei 1977) is een profvoetballer die in Argentinië werd geboren, maar sinds 2006 de Spaanse nationaliteit bezit. Hij verruilde in januari 2011 Nacional de Montevideo voor CA Tigre. In 2006 debuteerde hij in het Spaans voetbalelftal.

## Clubvoetbal
Pernía speelde in zijn geboorteland bij San Lorenzo de Almagro (1998-1999) en Independiente (1999-2003). In januari 2003 werd hij gecontracteerd door het Spaanse Recreativo Huelva. Enkele maanden later speelde Pernía met deze club de finale van de Copa del Rey, die echter werd verloren van Real Mallorca. Recreativo degradeerde bovendien van de Primera División naar de Segunda División A. In 2004 keerde Pernía met zijn nieuwe club Getafe CF terug in de hoogste Spaanse divisie. In het seizoen 2005-2006 gold de verdediger als een van de dragende spelers bij het opvallend goed presterende Getafe CF. Voor het seizoen 2006/07 wordt hij aangetrokken door Atlético Madrid. Hij verliest echter de concurrentiestrijd van Antonio López en moet genoegen nemen met een plaats op de bank. In de wedstrijden waar hij in actie mag komen kan hij geen goede indruk achterlaten.

## Nationaal elftal
Mariano Pernía behoorde in 2006 tot de Spaanse selectie voor het WK 2006. In eerste instantie was hij niet geselecteerd, maar bondscoach Luis Aragonés riep de geboren Argentijn later toch op als vervanger van de geblesseerd geraakte Asier Del Horno.

## Spelerstatistieken
| seizoen    | club                   | land                | competitie         | wed. | goals |
| ---------- | ---------------------- | ------------------- | ------------------ | ---- | ----- |
| 1998/99    | San Lorenzo de Almagro | Vlag van Argentinië | Primera División   | ??   | ??    |
| 1999/00    | Independiente          | Vlag van Argentinië | Primera División   | 0    | 0     |
| 2000/01    | Independiente          | Vlag van Argentinië | Primera División   | 17   | 0     |
| 2001/02    | Independiente          | Vlag van Argentinië | Primera División   | 27   | 2     |
| 2002/03    | Independiente          | Vlag van Argentinië | Primera División   | 2    | 0     |
| 2002/03    | Recreativo Huelva      | Vlag van Spanje     | Primera División   | 19   | 2     |
| 2003/04    | Recreativo Huelva      | Vlag van Spanje     | Segunda División A | 40   | 1     |
| 2004/05    | Getafe CF              | Vlag van Spanje     | Primera División   | 36   | 3     |
| 2005/06    | Getafe CF              | Vlag van Spanje     | Primera División   | 36   | 10    |
| 2006/07    | Atlético Madrid        | Vlag van Spanje     | Primera División   | 21   | 0     |
| 2007/08    | Atlético Madrid        | Vlag van Spanje     | Primera División   | 29   | 1     |
| 2008/09    | Atlético Madrid        | Vlag van Spanje     | Primera División   | 29   | 0     |
| 2009/10    | Atlético Madrid        | Vlag van Spanje     | Primera División   | 1    | 0     |
| 2010/11    | Nacional de Montevideo | Vlag van Uruguay    | Primera División   | 7    | 0     |
| 2010/11    | CA Tigre               | Vlag van Argentinië | Primera División   | 9    | 1     |
| 2011/12    | CA Tigre               | Vlag van Argentinië | Primera División   | 0    | 0     |
| Bijgewerkt | 19-07-2011             |                     |                    |      |       |

1 Casillas ·
2 Salgado ·
3 Pernía ·
4 Marchena ·
5 Puyol ·
6 Albelda ·
7 Raúl  ·
8 Xavi ·
9 Torres ·
10 Reyes ·
11 García ·
12 López ·
13 Iniesta ·
14 Alonso ·
15 Ramos ·
16 Senna ·
17 Joaquín ·
18 Fàbregas ·
19 Cañizares ·
20 Juanito ·
21 Villa ·
22 Ibáñez ·
23 Reina ·
Coach: Aragonés